# Rote
Rote (fornsvenskt ord besläktat med tyska rotte, fornfranska rote, medeltida latin rutta, rupta, finska ruotu) betyder utbruten del, distrikt, skara eller avdelning. Begreppet har under lång tid i svenska språket använts för skilda funktioner: främst (1) för minsta truppavdelning i en formering eller ett förband; (2) för uppdelning av stad i distrikt för folkbokföring, brandförsvar, med mera; samt (3) för indelning av socken i distrikt. Markägare som tillhörde en rote var gemensamt ansvariga för olika uppgifter, exempelvis indelningsverkets rotering (vid soldatrote, båtsmansrote eller ryttarrote), fattigvård (vid fattigrote) och för att arrangera husförhör (vid husförhörsrote). 
Ordet rote används idag i svenska språket som militär term, avseende en formering av två stridsenheter, exempelvis två flygplan eller två fartyg. Begreppet används också fortfarande inom viss föreningsverksamhet och Svenska kyrkan, samt inom släktforskning.

## Historisk betydelse

### Parti inom högfrälset
Erikskrönikan, författad mellan 1250 och 1319, kallar Folkungarna för Folkunga rote, det vill säga en grupp eller ett parti inom det svenska högfrälset på 1200-talet. Ännu in på tidigt 1900-tal har begreppet använts om avdelning i politiskt parti.

### Arbetslag och delägare
I källor från 1500- och 1600-talet används rote om arbetslag vid gruva eller hytta, och de gruvandelar som ägdes och brukades av sådan rote. Det kunde även åsyfta en underavdelning till hyttelag. På 1700-talet var järnbärarna i Stockholm uppdelade i arbetslag som benämndes rotar. I en källa från 1800 åsyftar begreppet delägare i en ängsmark, eller deras ängslott.

### Minsta truppavdelning
Under 1500- och 1600-talet avser rote en militär underavdelning av en fänika eller ett kompani. Under 1600- och 1700-talet bestod en rote av 6-10 man under befäl av en rotemästare. Fyra rotar bildade ett korpralskap. Under 1800-talet och tidigt 1900-tal betecknade en rote inom infanteriet vid truppavdelning om två led en man i förstaledet (rotens första man) och den bakom honom stående (rotens andra man). Vid kavalleriet kallades motsvarande män över- och underrotmästare. Rotevis kolonn kallades vid infanteriet den formering som uppkom då bataljonens båda flyglar ställdes i flankställning bredvid varandra med första ledet utåt; den avskaffades år 1889. Begreppet har även kommit att överföras på två samarbetande flygplan eller fartyg i strid, och motsvarar tyskans Rotte som även kunde bestå av tre enheter.

### Stadsdel och folkbokföringsdistrikt

Karta över Lunds stadskärna och roteindelning

Svenska stadsplaner delades på 1500- och 1600-talet in i rotar, vilka med tiden fick liknande funktion som våra dagars stadsdelar, och hade betydelse för brandväsende, ordningsförhållanden och folkräkning. Städernas rotar betecknades ibland med nummer, ibland namn. Exempelvis var Göteborgs stad uppdelad i tio rotar både innanför och utanför vallgraven sedan 1600-talet.
För Stockholms stad var roteindelningen av stor administrativ betydelse och den övertog folkbokföringen från kyrkans ansvarsområde i samband med att rotemanssystemet infördes år 1878–1926. I varje rote levde cirka 10 000 invånare. En roteman eller ett roteombud var en tjänsteman ansvarig för folkbokföring och att mantalsföra alla inflyttningar och utflyttingar för alla fastigheter som roten omfattade.

### Sockendel
Allt sedan knektehållet infördes 1682 var varje socken på den svenska landbygden indelad i ett antal rotar bestående av en eller flera byar. Denna administrativa indelning kom att överföras även på kommunal samhällsservice och kyrkan. Rotens markägare fick med tiden gemensamt ansvar för alltfler aktiviteter. Roten kunde utöver soldatrote även få funktion som fattigrote, husförhörsrote, skolrote, brandstodsrote, postrote, skjutsningsrote etc. Socknens rotar skulle vara jämstora och bärkraftiga, så att de olika bördorna kunde fördelas rättvist. En rote bestod därför av ett antal större och mindre gårdar. Det vanligaste var dock att skolrotar, husförhörsrotar, brandstodsrotar och soldatrotar var anpassade efter sina specifika funktioner och därför ofta hade helt olika indelning och storlek. I soldatrotarna blandades till exempel inte gårdar av olika jordenatur eftersom de hade olika skyldigheter, medan det i allmänhet inte spelade någon roll för övriga typer av rotar. 

#### Militär rekryteringsenhet
Under den tid då manskap till fotfolket i Sverige uttogs genom utskrivning avsåg soldatrote de personer eller gårdar som gemensamt lämnade och underhöll en knekt, en ryttare eller en båtsman. År 1682 införde Karl XI generalindelningsverket och det ständiga knektehållet och roteindelningen blev då fast. Detta innebar att landet delades in i små administrativa områden som alla skulle ha minst en knekt. De gårdar som ingick i området försåg och underhöll en soldat för den indelta armén med ett soldattorp, alternativt en båtsman med ett båtsmanstorp vid kustnära orter eller en ryttare med ett ryttartorp. Invånarna i gårdarna kom att kallas rotebönder eller rotehållare och personen som tog hand om soldattorpet kallades rotemästare.
Före 1715 är roten inte skyldig att hålla soldattorp. Därefter skulle roten bygga och underhålla ett torp med åker och äng som soldaten brukade. Den som upplät soldattorp fick en mindre kontant betalning eller fick betala mindre i knektlega. Om soldattorp anlades på byns gemensamma allmänning utgick ingen ersättning.
Denna militära form användes fram till 1901 då indelningsverket upphörde och 1901 års försvarsreform infördes. Begreppet rote motsvarade här danskans lægd och finskans ruotu.

#### Fattigrote
Fattigvården var vid mitten av 1800-talet ofta organiserad så att de fattiga och gamla fick sitt underhåll genom att gå rotegång. En eller flera byar kunde bilda en rote, och varje gård inom denna fick hysa de till roten anvisade fattighjonen ett bestämt antal dagar, olika allt efter gårdens storlek. Denna rotegång kallades att dygna och de fattiga, som på detta vis drog från gård till gård, dyngenjon. Rotegång förbjöds 1918.
En person som underhölls av en fattigrote kallades rotehjon. För varje fattigrote utsågs en fattigvårdsföreståndare och eventuellt en särskild fattigvårdsstyrelse.

#### Skolrote
Enligt Folkundervisningsstadgan från 1882 skulle skolrådet efter samråd med kyrkostämman indela området for flyttande skola i rotar, något som länge tillämpades på den ambulerande samiska befolkningens skolgång. I socknar med flera fasta skolor (byskolor) var skolrote upptagningsområdet för en skola, och var en del i ett större skoldistrikt (som vanligen var en socken eller ett pastorat).

#### Husförhörsrote och bönerote
Gårdar långt från en kyrka, exempelvis i nykolonialiserade områden i norra Norrland, fick arrangera byabön ledd av en bonde som var bönpräst. Flera byar kunde bilda en bönerote (begrepp myntat av Sven Hansson) med gemensam byabön och bönpräst, som senare ofta även fick funktion som husförhörsrote och skolrote med samma upptagningsområde.

## Fotnoter
1. 1 2 3 4 5 6 7  Svenska Akademiens ordbok: rote (tryckår 1959)
2. ↑  Nationalencyklopedien, Rote (militär term)
3. ↑  ”rote”. Förvaltningshistorisk ordbok. Svenska litteratursällskapet i Finland. 2016
4. ↑  ”rotemästare”. Förvaltningshistorisk ordbok. Svenska litteratursällskapet i Finland. 2016
5. ↑  Karta över Göteborgs rotar, kvarter och tomter 1637-1807 (enligt Olga Dahls efterforskningar) Arkiverad 11 augusti 2010 hämtat från the Wayback Machine.
6. ↑  Stockholms rotemansarkiv Arkiverad 8 oktober 2011 hämtat från the Wayback Machine.
7. ↑  John Sidén, Stockholm och dess roteindelning 1878-1926 Arkiverad 1 februari 2008 hämtat från the Wayback Machine.
8. ↑  Manne Eriksson, Bondeliv i norra Uppland vid mitten av förra århundradet i Fataburen (sjunde bandet, 1925), utgiven av Gustav Upmark, Nordiska museet, Stockholm 1925.
9. ↑  Sven Hansson, Byabön och bönbyar i gamla Ume socken, SCRIPTUM NR 41, Rapportserie utgiven av Forskningsarkivet vid Umeå Universitet, maj 1996, sid 35.